# Apamea taiwana
Apamea taiwana är en fjärilsart som beskrevs av Alfred Ernest Wileman 1914. Apamea taiwana ingår i släktet Apamea och familjen nattflyn. Inga underarter finns listade i Catalogue of Life.

## Bildgalleri

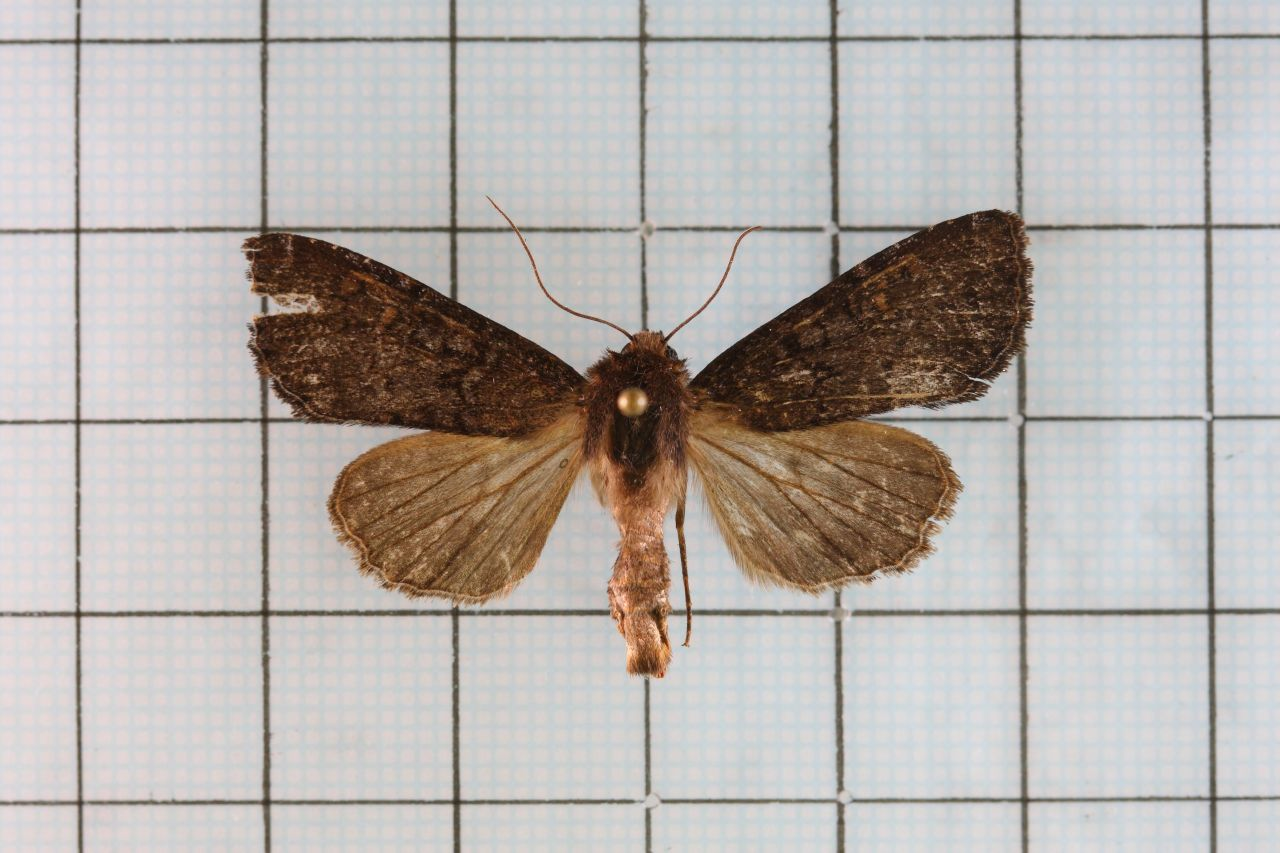